# RMS Albania (1900)
O RMS Albania foi um navio de passageiros que foi operado pela Cunard Line. A embarcação foi construída pelo estaleiro Swan Hunter & Wigham Richardson em Tyne and Wear, no Reino Unido.